# Ateísmo cristão
O ateísmo cristão é um sistema de crenças em que o Deus da cristandade é rejeitado mas os ensinos de Jesus são seguidos.

## Crenças
1. A afirmação da irrealidade do deus para nossa era, incluindo as compreensões do Deus que foram uma parte da teologia cristã tradicional[1]
2. A insistência em cima da vinda aos apertos com cultura como uma característica necessária do trabalho teológico responsável[1]
3. Vários graus e formulários da alienação da igreja como é constituída agora[1]
4. Reconhecimento da centralidade da pessoa de Jesus na reflexão teológica [1]

## Por denominação

### Catolicismo romano
O Ateísmo católico é o sistema onde a cultura, as tradições, os rituais e as normas do catolicismo são aceitos, mas a existência de Deus é rejeitada. Ele é ilustrado no romance San Manuel Bueno, Mártir (1930), de Miguel de Unamuno.
O filósofo espanhol Gustavo Bueno, autor de filosofia materialista, projetou argumentos favoráveis a inexistência de Deus dentro contexto católico romano.
"A Igreja Católica é a única que salvou a razão na história da Europa. [...]"
Ele disse ainda que os termos são invertidos:
"As pessoas dizem que não acreditam na Igreja, mas acreditam em Deus. Quando na verdade, o oposto é verdadeiro. Acreditar em Deus é crer em algo metafísico, sendo que a Igreja é histórica. Temos de ser realistas e ter conhecimento do que significou a Igreja na história."

### Protestantismo
O ateísmo protestante rejeita o Deus do cristianismo, mas segue os ensinamentos de Jesus. Thomas Jefferson, terceiro presidente dos Estados Unidos e um dos seus pioneiros, publicou um livro intitulado A vida e moral de Jesus de Nazaré, eliminando qualquer referência à divindade.
Outros grandes ateus protestantes foram os teólogos Rudolf Bultmann, Albrecht Ritschl, Paul Tillich, Friedrich Schleiermacher, John Robinson e Paul van Buren.

## Na Europa

### Nos Países Baixos

#### Protestantismo
Nos Países Baixos, 42% dos membros da Igreja Protestante da Holanda (PKN) são não teístas. A descrença entre os clérigos nem sempre é percebida como um problema. Alguns seguem a tradição do "não realismo cristão", concepção famosa apresentada por Don Cupitt na década de 1980, que afirma que Deus é um símbolo ou uma metáfora sendo a linguagem religiosa desacompanhada de uma realidade transcendente. De acordo com uma investigação feita entre 860 pastores de diversas denominações protestantes neerlandesas, 1 a cada 6 pastores são agnósticos ou ateus. Em uma dessas denominações, a Irmandade Remonstrante, o número de céticos é de 42%. Um ministro da PKN, Klaas Hendrikse descreveu Deus como "uma palavra para experiência ou experiência humana" afirmando também que Jesus Cristo pode não ter existido.
Em novembro de 2007, Hendrikse ganhou notoriedade quando publicou um livro na qual afirma que não é necessário acreditar na existência de Deus a fim de acreditar em "Deus". O título holandês do livro pode ser traduzido como: "Acreditar em um Deus que não existe: manifesto de um pastor ateu". Hendrikse escreve no livro:
"Deus não é um ser para mim, mas uma palavra que pode acontecer entre as pessoas. Alguém diz, por exemplo, 'eu não vou  abandoná-lo', e então faz dessas palavras uma realidade. Seria perfeitamente bom chamar esse [relacionamento] Deus". 
Em um Sínodo geral, o ponto de vista de Klaas Hendrikse foi amplamente compartilhado e discutido entre os pastores e membros da igreja. Em 3 de fevereiro de 2010, houve a decisão de permitir que Hendrikse continuasse a trabalhar como pastor seguindo o conselho da supervisão regional que entendeu que as declarações de Hendrikse não possuem peso suficiente para danificar as fundações da Igreja. Eles entenderam que as ideias de Hendrikse não são teologicamente novas e estão em consonância com a tradição liberal que é parte integrante da denominação".

#### Catolicismo Romano
Segundo pesquisa feita em 2007, apenas 27% dos católicos neerlandeses consideravam-se teístas, enquanto que 55% eram ignósticos ou deístas agnósticos e 17% ateus ou agnósticos. Muitos neerlandeses usam o termo "católico" dentro de certas tradições básicas de sua identidade religiosa. Atualmente a grande maioria da população católica nos Países Baixos é, em grande parte, sem religião prática.